# Macromya
Macromya is een geslacht van vliegen (Brachycera) uit de familie van de sluipvliegen (Tachinidae). De wetenschappelijke naam van het geslacht is voor het eerst geldig gepubliceerd in 1830 door Jean-Baptiste Robineau-Desvoidy.

## Soorten
De volgende soorten zijn bij het geslacht ingedeeld:
- Macromya anthemon Walker, 1849
- Macromya cilipes (Macquart, 1843)
- Macromya ciniscula Reinhard, 1968
- Macromya connectans (Townsend, 1912)
- Macromya crocata Reinhard, 1968
- Macromya depressa Robineau-Desvoidy, 1830
- Macromya lucens Reinhard, 1968
- Macromya pyrrhaspis (Wiedemann, 1830)